# Fang Yuan
Fang Yuan (chinesisch 袁芳, Pinyin yuán fāng) (* 1982 in Xuzhou, Jiangsu, China) ist eine chinesische Pianistin.

## Leben und Wirken
Fang Yuan erhielt ihren ersten Klavierunterricht im Alter von vier Jahren und trat bereits mit sechs Jahren öffentlich auf. Sie besuchte die Grund- und Mittelschule des Zentralen Musikkonservatoriums in Peking, wo sie Musikstudien bei Yuan Wu absolvierte. Nach dem Abitur studierte sie ab 2001 an der Hochschule für Musik und Theater München bei Gerhard Oppitz und Michael Schäfer und beendete ihr Studium 2008 mit einem Doppelabschluss in den Fächern Klavier und Kammermusik. Außerdem absolvierte sie Meisterkurse u. a. bei András Schiff und Klaus Hellwig.
Sie gewann internationale Klavierwettbewerbe. Im Jahr 2004 war sie Preisträgerin beim Münchner Klavierpodium und wurde in den Pianistenclub München aufgenommen. Sie ist außerdem ein Bösendorfer-Artist.
In Deutschland gründete Fang Yuan das MHM-Klavierquintett und das Spianato-Klaviertrio und konzertierte mit diesen in Europa und Asien. Sie trat bei europäischen Musikfestivals wie den Max-Reger-Tagen Weiden, dem Sintra-Musikfestival in Portugal sowie dem Musikfestival Bad Kissingen auf und gastierte regelmäßig auf renommierten chinesischen Bühnen. Zudem spielte sie mehrere Uraufführungen beim Beijing Modern Music Festival und trat 2016 in der Carnegie Hall auf.
Fang Yuan konzertierte weltweit mit zahlreichen bekannten Dirigenten wie u. a. Zubin Mehta, Lawrence Foster, Walter Weller, Rico Saccani, Xiaoying Zheng, Jia Lü, Yongyan Hu, Yi Zhang, Daye Lin und Simon Gaudenz sowie mit Orchestern wie dem BBC Symphony Orchestra, dem Israel Philharmonic Orchestra, den Stuttgarter Philharmonikern, der Tschechischen Philharmonie, dem China Philharmonic Orchestra, dem China National Symphony Orchestra, dem Shanghai Symphony Orchestra und dem Beijing Symphony Orchestra.
Musikaufnahmen und Rundfunksendungen erfolgten u. a. mit dem Bayerischen Rundfunk und der BBC.
Im Alter von 29 Jahren wurde Fang Yuan Professorin für Klavier und Kammermusik am Zentralen Musikkonservatorium Peking und gab außerdem Meisterkurse u. a. in Hongkong und Shenzhen. Ihre Studenten gewannen zahlreiche Preise bei nationalen und internationalen Wettbewerben. Zudem hielt sie Seminare im Nationalen Zentrum für Darstellende Künste in Peking und wirkte in China als Jury-Mitglied bei Wettbewerben.

## Aufnahmen (Auswahl)
- Beethoven Piano Concertos Nos. 1 & 4, BBC Symphony Orchestra unter der Leitung von Marek Šedivý,[3][6] Sony Classical
- Through the Alps, CD/DVD, China Record[4]
- Aufnahmen für die 211 Excellent Chamber Music Series
- Einspielung chinesischer Werke von A Century of Piano Solo Works by Chinese Composers (ISBN 978-7-5523-0818-1)